# Landgraaf
Landgraaf (em limburguês: Lankgraaf) é um município dos Países Baixos, situado na província de Limburgo. Tem 24,67 km² de área e sua população em 2020 foi estimada em 37.267 habitantes.